# Hollókő

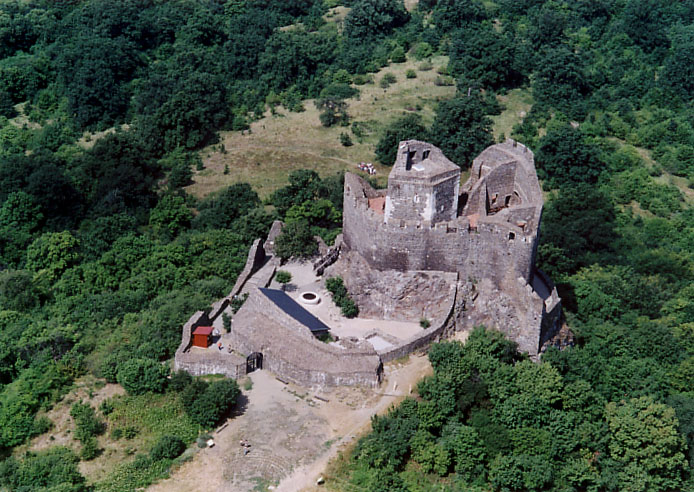
Ruiny zamku w Hollókő

Hollókő (pol. Kruczy Kamień) – wieś w północnych Węgrzech, w powiecie Szécsény, w komitacie Nógrád. W 2015 roku była zamieszkiwana przez 329 osób i zajmowała obszar 5,18 km².
Osada zachowała swój oryginalny charakter i pełni funkcję skansenu z zachowanymi arcydziełami ludowej architektury oraz krytym gontem kościołem rzymskokatolickim z drewnianą wieżą, pochodzącym z 1889.
Hollókő wraz ze swoim naturalnym otoczeniem w 1987 zostało wpisane na listę światowego dziedzictwa UNESCO. Wioskę otacza Park Przyrody Hollókő o powierzchni 141 ha (stanowiącej ¼ powierzchni gminy), z rzadkimi okazami flory oraz śladami dawnych zwyczajów uprawy roli na wąskich poletkach.
Na jednym ze szczytów wzgórz Cserhát, które otaczają wioskę, wznoszą się ruiny zamku Hollókő z XIII wieku. Zamek został prawie w całości odrestaurowany i od 1996 udostępniony zwiedzającym. W jego wnętrzach są organizowane wystawy tematyczne, przedstawienia teatralne i turnieje rycerskie.